# Helmut Unger (Heimatforscher)
Helmut Unger (* 19. April 1923 in Zschorlau; † 16. November 2016 in Annaberg-Buchholz) war ein deutscher Heimatforscher, der sich vor allem mit der Stadtgeschichte von Annaberg-Buchholz befasste.

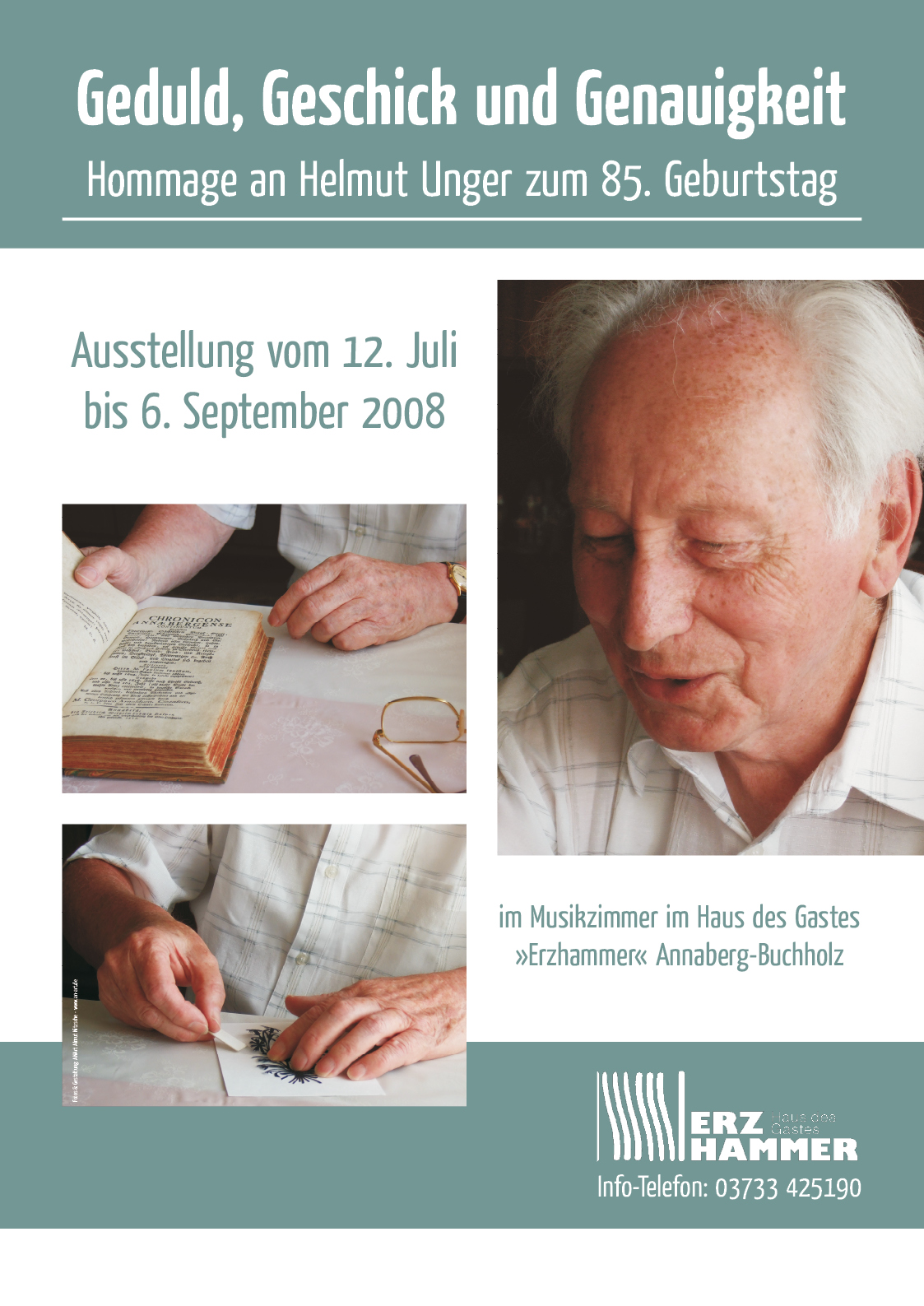
Helmut Unger Ausstellungsplakat 2008

## Leben
Nach Ende einer achtjährigen Schulbildung trat Unger in eine Beschäftigung bei der Besteckfirma Hutschenreuther in Aue ein, in der schon sein Vater als Silberpolier tätig gewesen war. Im April 1942 wurde er von der Wehrmacht zum Kriegsdienst eingezogen, nach der militärischen Ausbildung diente er an der Front in Griechenland. Er geriet in sowjetische Kriegsgefangenschaft, arbeitete im Steinbruch und unter Tage. Im Frühjahr 1949 wurde er zur Antifa-Zentralschule delegiert. Zurück in der Heimat wurde eine schwere Lungentuberkulose festgestellt. Lange Aufenthalte in Krankenhäusern und Heilstätten und eine gesundheitliche Einschränkung infolge der Tuberkulose erschwerten, eine entsprechende Beschäftigung zu finden. Er fand Anstellung als Sachbearbeiter für das dem FDJ-Kreisvorstand Aue gehörende Ferien- und Wanderwerk. 1955 übernahm er die Leitung des Kulturhauses von Cranzahl, 1960 die Stelle eines Kulturinstrukteurs beim Rat des Kreises Annaberg mit Tätigkeit im Volkskunstkabinett im „Wismut-Kulturhaus Erzhammer“. Von 1970 bis zu seinem Eintritt in den Ruhestand 1991 war er wissenschaftlicher Mitarbeiter im Erzgebirgsmuseum in Annaberg-Buchholz.
Er publizierte 30 Bücher und Broschüren, die sich vorrangig mit der Stadtgeschichte von Annaberg-Buchholz befassen. Darunter befinden sich Übertragungen zahlreicher alter Handschriften und Stadtchroniken, wie die von Paulus Jenisius und Carl Friedrich Reiche-Eisenstuck. Zudem bemühte er sich um die Erschließung von Quellen zum Leben von Adam Ries.
Für sein Wirken wurde er 1990 gemeinsam mit seinem Sohn Reinhart (* 1953) mit dem Stadtpreis für Publizistik geehrt. Als Hommage anlässlich seines 85. Geburtstages wurde 2008 eine Ausstellung im Kulturhaus Erzhammer in Annaberg-Buchholz gestaltet. Im Erzgebirgsmuseum Annaberg-Buchholz würdigte 2013 die Ausstellung Haamit Arzgebirg, anlässlich des 90. Geburtstags, das kultur- und stadtgeschichtliche Schaffen Ungers.

## Werke
- Annaberger Chronik / Paulus Jenisius. Zusammengestellt und bearbeitet von Helmut und Reinhart Unger. Erzgebirgsmuseum Annaberg-Buchholz (Hrsg.), Leipzig 1994. ISBN 3-910143-61-X
- Gesammelte Notizen zur Annaberger Stadtgeschichte vom Jahr 1696 bis 1824 / Karl Friedrich Reiche. Bearbeitet von Helmut Unger (Streifzüge durch die Geschichte des oberen Erzgebirges 38), Annaberg-Buchholz 2000. DNB 958845751
- Die Churfürstliche Sächs. freye Bergstadt St. Annabergk ... Chronikalische Aufzeichnungen über Annaberg und das Bergwerk. (Streifzüge durch die Geschichte des oberen Erzgebirges 30), Annaberg-Buchholz 2000. DNB 95872895X
- Das verheerende Unwetter am 25. August 1855.: Erlebnisberichte / Moritz Spieß. Zusammengestellt von Helmut Unger (Streifzüge durch die Geschichte des oberen Erzgebirges 67), Annaberg-Buchholz 2004. DNB 986599328